# 波古良卡 (柳別希夫區)
51°49′13″N 25°6′56″E / 51.82028°N 25.11556°E
波古良卡（烏克蘭語：Погулянка），是烏克蘭的村落，位於該國西部沃倫州，由卡明-卡希尔斯基区負責管轄，始建於1817年，面積0.17平方公里，海拔高度147米，2001年人口579，人口密度每平方公里3,385.96人。